# Aram Avakian
Pour les articles homonymes, voir Avakian.
Aram Avakian est un monteur, réalisateur et scénariste américain d'origine arménienne né le 23 avril 1926 à Manhattan, New York (États-Unis), décédé le 17 janvier 1987 à New York (États-Unis).

## Filmographie

### comme monteur
- 1974 : 11 Harrowhouse
- 1960 : Jazz à Newport ou Jazz on a Summer's Day
- 1960 : Girl of the Night
- 1962 : Miracle en Alabama (The Miracle Worker)
- 1964 : Lilith
- 1965 : F.D.R. (feuilleton TV)
- 1965 : Andy
- 1965 : Mickey One
- 1966 : Big Boy (You're a Big Boy Now) de Francis Ford Coppola
- 1976 : Meurtre pour un homme seul (The Next Man) de Richard C. Sarafian
- 1980 : Show Bus (Honeysuckle Rose) de Jerry Schatzberg

### comme réalisateur
- 1960 : Jazz à Newport (Jazz on a Summer's Day)
- 1962 : Lad a dog
- 1970 : End of the Road
- 1973 : Flics et voyous (Cops and Robbers)

### comme scénariste
- 1970 : End of the Road